# Morris Township (comté de Sullivan, Missouri)
Pour les articles homonymes, voir Morris Township.
Morris Township est un township, situé dans le comté de Sullivan, dans le Missouri, aux États-Unis,.
Le township est fondé en 1845 et baptisé en référence à Roberson Morris, un pionnier.

### Source de la traduction
- (en) Cet article est partiellement ou en totalité issu de l’article de Wikipédia en anglais intitulé « Morris Township, Sullivan County, Missouri » (voir la liste des auteurs).